# Cristina Bermúdez

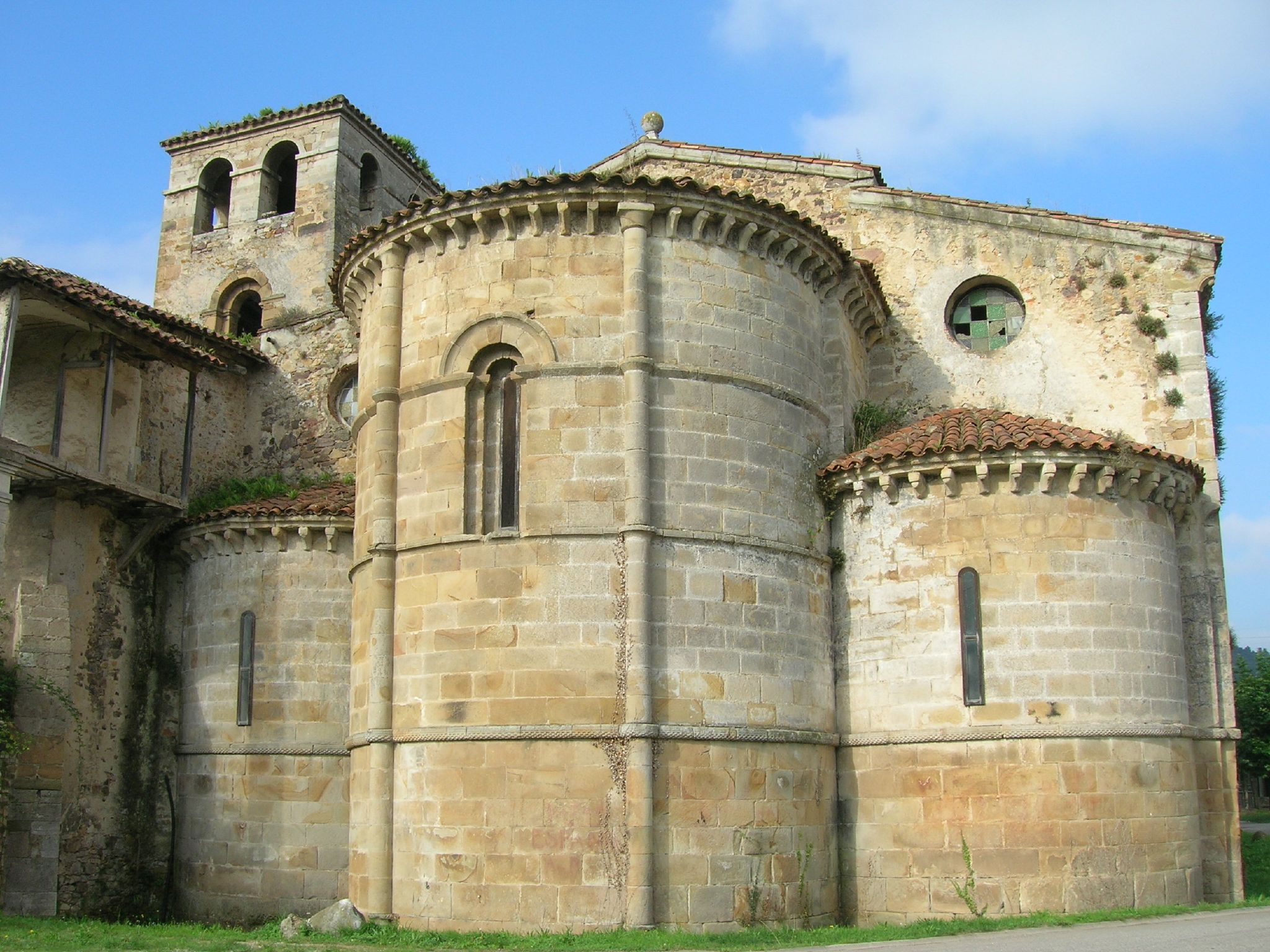
Monasterio de San Salvador v Cornellaně založený Cristinou

Cristina Bermúdez (španělská výslovnost: [kristina beɾmudeθ]; asi 982, Cornellana –⁠⁠⁠⁠⁠⁠ 1051/1067) byla leónská infantka, dcera krále Bermuda II. a jeho první manželky královny Velasquity Ramírez. Z otcovy strany byli jejími prarodiči Ordoño III. a královna Urraca Fernández, dcera hraběte Fernána Gonzáleze Kastilského. Jejími prarodiči z matčiny strany byli s největší pravděpodobností hrabě Ramiro Menéndez a jeho manželka Adosinda Gutiérrez, oba příslušníci nejvyšší galicijsko-portugalské šlechty.

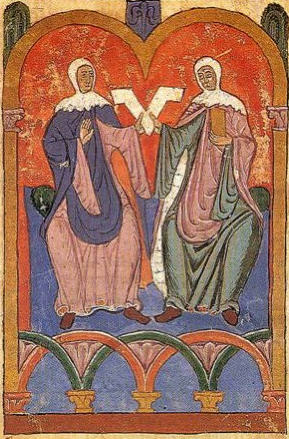
Teresa a Sancha Bermúdez, nevlastní sestry infantky Cristiny

Když její otec, král Bermudo, zavrhl svou první manželku a oženil se s Elvírou Garcíou, se kterou měl krále Alfonse V. Leónského a infantky Teresu a Sanchu Bermúdez, opustila se svou matkou dvůr ve městě León a usadila se v Asturii.

## Manželství a potomstvo
Krátce po roce 1000 a před rokem 1016 se provdala za Ordoña Ramíreze, syna Ramira III. Leónského a pravděpodobně Sanchy Gómez.  Z tohoto sňatku, pravděpodobně podporovaného a plánovaného královnou Velasquitou a ovdovělou královnou Teresou Ansúrez, oběma žijícími v klášteře San Pelayo v Oviedu, pochází rod Ordoñezů, nejvýznamnější rod v Asturii v 11. století. Rodrigo Jiménez de Rada ve své kronice o králi Bermudu II. zmiňuje „...s Velasquitou měl infantku Cristinu; tato Cristina s Ordoñem 'Slepým', synem krále Ramira, byla matkou Alfonsa, Ordoña, hraběnky Pelay a Aldonzy“. Tato informace se shoduje se jmény jejích dětí nalezenými v listinách několika klášterů v Asturii, včetně kláštera Svatého Spasitele v Cornellaně, kláštera San Juan Bautista de Corias a katedrály v Oviedu. Jednalo se o Alfonse, Aldonzu, Ordoña a Pelayu Órdoñez, také známou jako doñu Pallu.

## Poslední léta

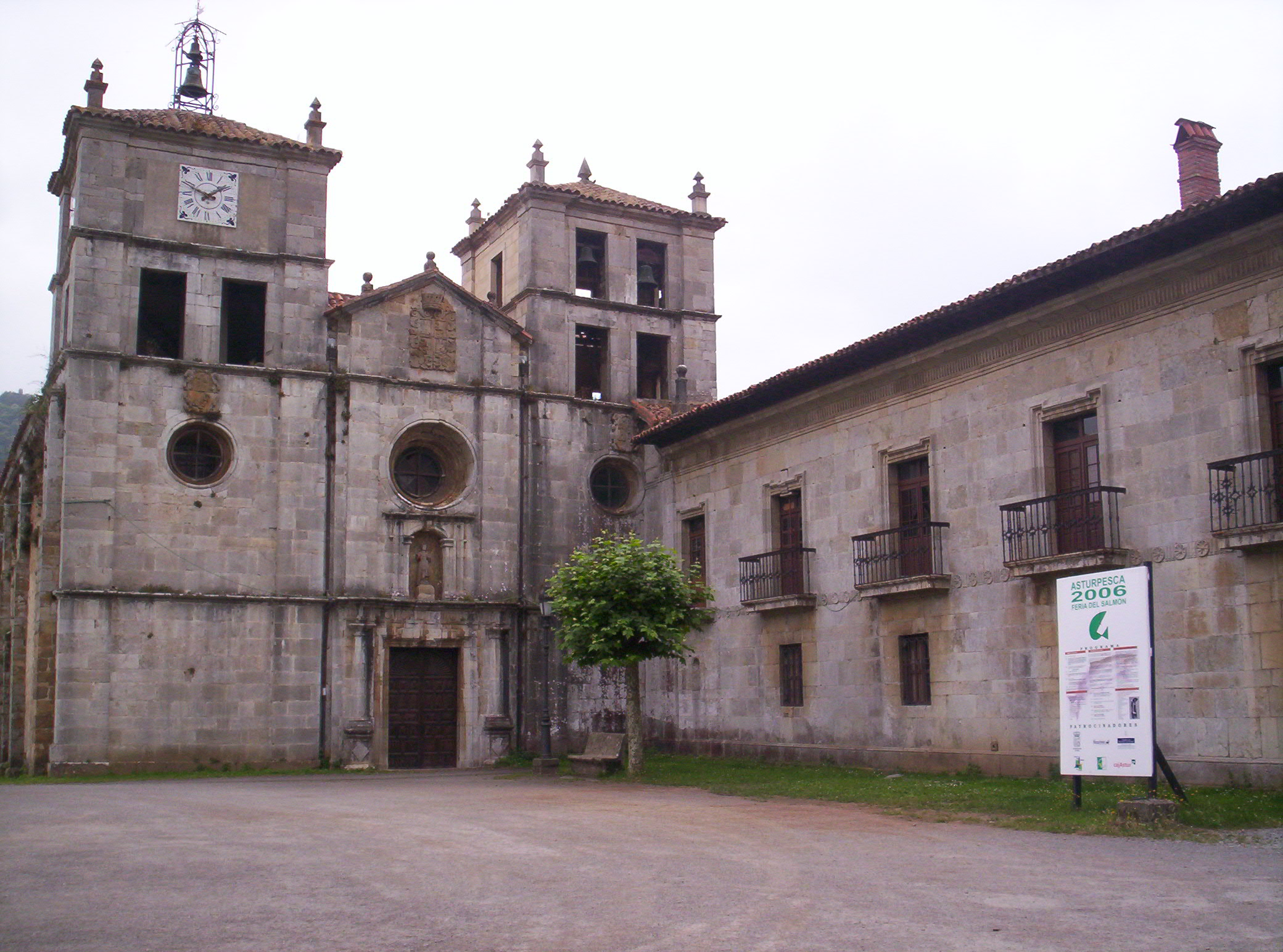
Klášter svatého Spasitele, Cornellana

Infantka Cristina byla v roce 1024 již vdovou, jak uvádí, když přispěla na založení kláštera v Cornellaně. Zemřela mezi rokem 1051 (kdy vedla soudní spor s katedrálou v Oviedu o dvůr Santa Cruz de Aquilone, který měla její matka Velasquita „zapůjčen“) a rokem 1067, kdy se její dcera Aldonza také zapojila do soudního řízení, aby jí katedrála udělila stejný dvůr. Pravděpodobně byla pohřbena v klášteře, který založila a kde se stala jeptiškou.
O několik let později hrabě Suero Vermúdez, syn Bermuda Ovéquize a vnuk její dcery Aldonzy Ordóñez, koupil všechny podíly členů rodiny, daroval klášter opatství Cluny, ale později dar zrušil a dal jej katedrále v Oviedu.